# Рафтери, Энтони
Энтони Рафтери (англ. Anthony Raftery, ирл. Antoine Ó Reachtabhra или Antoine Ó Raifteiri, 1779—1835) — ирландский поэт, которого часто называли последним странствующим бардом.
Родился в городке Килти Ма (Килтима) в графстве Мэйо на западе Ирландии, в семье ткача. В юные годы переболел оспой и навсегда потерял зрение. С юных лет зарабатывал на жизнь как странствующий музыкант. Он играл на скрипке и декламировал стихи в поместьях крупных англо-ирландских землевладельцев. Считался мастером поэтической импровизации. Стихи Рафтери написаны на ирландском (гэльском) языке. Переводчик его стихов на русский Анатолий Кудрявицкий писал о нём:
Он был невысок, хрупкого сложения, но считался хорошим борцом. Наверное, надо было быть очень здоровым человеком, чтобы вынести десятилетия скитальческой жизни. Носил он длинный шерстяной плащ и вельветовые бриджи. В таком облике он и вошел в легенду.
Рафтери не умел писать и потому прижизненных записей его стихов не существует. Ученики поэта помнили наизусть его тексты. В конце XIX века, в пору ирландского культурного возрождения, устные версии его стихов были собраны исследователями ирландского фольклора и вскоре изданы. Рафтери считается классиком ирландоязычной литературы. Его стихотворение «Я — Рафтери» в своё время было воспроизведено на ирландском банковском билете в пять фунтов.